# مايكل فوريست
مايكل فوريست (بالإنجليزية: Michael Forest) مواليد 17 أبريل 1929 في هارفي، الولايات المتحدة، هو ممثل أمريكي بدأ مسيرته الفنية سنة 1953.

## الأعمال

### مسلسلات
- ذا ريفلمان
- بيري ماسون
- غان سموك
- قتال
- أز ذا وورلد تيرنز
- شايان
- ذا فيرجينيان

### ألعاب فيديو
- بيت داون: فيستس أوف فينجينس
- داينستي واريورز 4
- داينستي واريورز 5

## وصلات خارجية
- مايكل فوريست على موقع IMDb (الإنجليزية)
- مايكل فوريست على موقع أول موفي (الإنجليزية)
- مايكل فوريست على موقع قاعدة بيانات الأفلام السويدية (السويدية)
- مايكل فوريست على موقع قاعدة بيانات الفيلم (الإنجليزية)
- مايكل فوريست على موقع ANN person (الإنجليزية)
- الموقع الرسمي